# Support de peinture

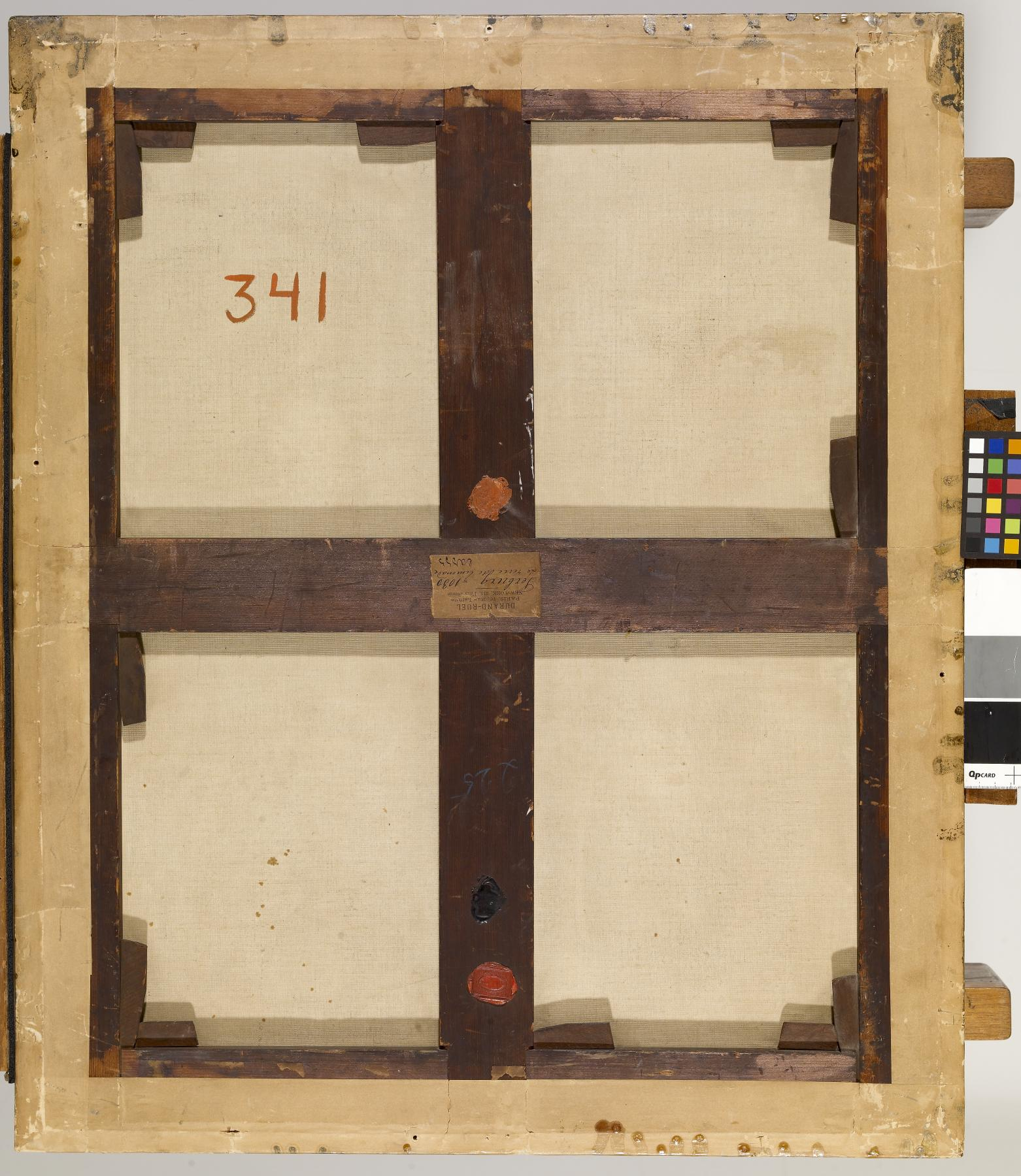
La toile tendue sur châssis, support de peinture artistique.

Le support de peinture est la matière ou l'objet sur lequel on réalise une peinture. On le désigne parfois comme subjectile, terme technique général qui concerne tous les matériaux peints, utile quand le support pourrait être le dispositif qui maintient l'œuvre en place avec son cadre s'il y a lieu, dans le lieu d'exposition de la peinture (Béguin 1990).
On ne parle de support que quand l'œuvre picturale peut se détacher, conceptuellement, de son support. On ne considère pas que la sculpture brute soit le support de la peinture de la sculpture polychrome (VTT). Dans l'opposition entre la peinture et son support, le traitement de surface du matériau de base et l'« apprêt » font partie du support (Béguin 1990). Les couches de fond et de teinte forment le système de peinture.
On a peint sur de nombreux supports ; la toile sur châssis est le plus répandu en Occident depuis l'époque moderne (VTT).
La documentation muséographique sur les œuvres indique la technique picturale et le support.

## Importance du support
Le support a une importance capitale dans la réalisation, la conservation et la restauration des œuvres.
On peut distinguer les supports selon la facilité de transport. Les supports souples et légers, au premier rang desquels se trouvent le papier et la toile à peindre, offrent de grands avantages à cet égard, alors que le déplacement d'une peinture murale est difficile (Béguin 1990).
Les grandes catégories de support ne donnent pas une idée complète de leur nature. D'une part, leur préparation change beaucoup leurs propriétés. Une couche d'apprêt épaisse et lisse, qui élimine la texture, permet de donner leur effet maximal aux glacis, alors que les aspérités encore apparentes favorisent la technique du frottis. D'autre part, l'industrie produit des supports nouveaux, qui empruntent des qualités à chacune des grandes catégories. Les peintres ont ainsi utilisé au milieu du XXe siècle l'isorel enduit avec du gesso, comme alternative expérimentale à la toile, non seulement par économie, mais encore dans un mouvement pour se réapproprier l'ensemble des parties de leur art. Ce matériau tient du papier et du carton, et présente une face texturée comme la toile (Langlais, p. 122). On combine aussi souvent des matériaux pour tirer parti de leurs qualités respectives. Le support résultant est composite.
La qualité du support importe pour le bon état de la couche picturale. Il lui confère une certaine résistance mécanique, il protège aussi les composants les plus fragiles de l'œuvre contre les atteintes chimiques ou biologiques.
On peut dans certains cas remplacer un support dégradé. On parle de rentoilage pour la peinture à l'huile même si le support d'origine est un panneau de bois. Le système de peinture que constituent les couches aboutissant au tableau sont assez résistantes pour qu'on puisse les détacher du support. La réparation du support, quand elle est possible, est moins risquée.

## Qualités du support
« Un bon subjectile doit être formé d'une substance inaltérable par le temps et les agents atmosphériques, stable dans sa forme primitive, mais assez poreuse et assez tenace pour permettre à la couleur ou à la préparation de la pénétrer en partie et d'y prendre une solide attache ». La plupart des matières d'origine végétale ont tendance à brunir au fil du temps. Elles doivent être recouvertes d'un enduit pour que la peinture conserve sa luminosité.
Le support doit s'adapter à la composition de peinture. La peinture à l'huile et l'aquarelle ont des exigences radicalement différentes. S'il est possible de peindre à l'huile sur papier, la toile enduite, support habituel de l'huile, n'offre pas à l'aquarelle le support poreux dont elle a besoin.
Si le support est plus souple que la peinture, celle-ci risque de se craqueler et de se détacher. C'est ce qui fait la supériorité, du point de vue de la conservation, d'un support rigide sur un support souple (Langlais, p. 117). Sa dilatation thermique, sous l'effet de l'humidité, doit être compatible avec celle du liant de la peinture combinée à son élasticité (Paillot, p. 125). Toutes les matières travaillent, se dilatent et se contractent ; l'encadrement ne doit pas empêcher ce mouvement afin de ne pas reporter de contraintes sur le subjectile (Paillot, p. 127). On renforce souvent un support fragile par marouflage sur un support généralement rigide, comme le bois aggloméré, ou sur de la toile épaisse, avant ou après peinture. Le marouflage s'effectue généralement avec une colle à l'eau (Langlais, p. 129-136). Les peintures chinoises réalisées sur un papier de soie très délicat sont destinées à être collées sur un papier plus résistant si on désire les conserver, sinon directement sur un mur.
Le subjectile ne doit pas réagir avec le liant ni avec les matières colorantes. Il doit aussi protéger le système de peinture de l'action des agents atmosphériques par l'arrière.
L'adhérence de la peinture au support est capitale, tant quand elle est sèche qu'au moment de son application. La couche d'apprêt doit l'assurer, en même temps qu'elle peut modifier l'état de surface, la visibilité de la texture, le grain. Un subjectile doit servir « sans qu'il se manifeste d'embus, c'est-à-dire, de parties où la couleur séparée du délayant par l'appel de la capillarité présente une surface terne et mate » (Gay 1851, p. 60). « La diffusion du liant ou du diluant d'une peinture dans le matériau qui la supporte est nécessaire à sa bonne adhérence mécanique ». L'apprêt diffère radicalement pour une peinture à l'huile et pour une technique dont le solvant est l'eau, comme l'acrylique (Langlais, p. 622).

## Minéraux

### Peinture murale

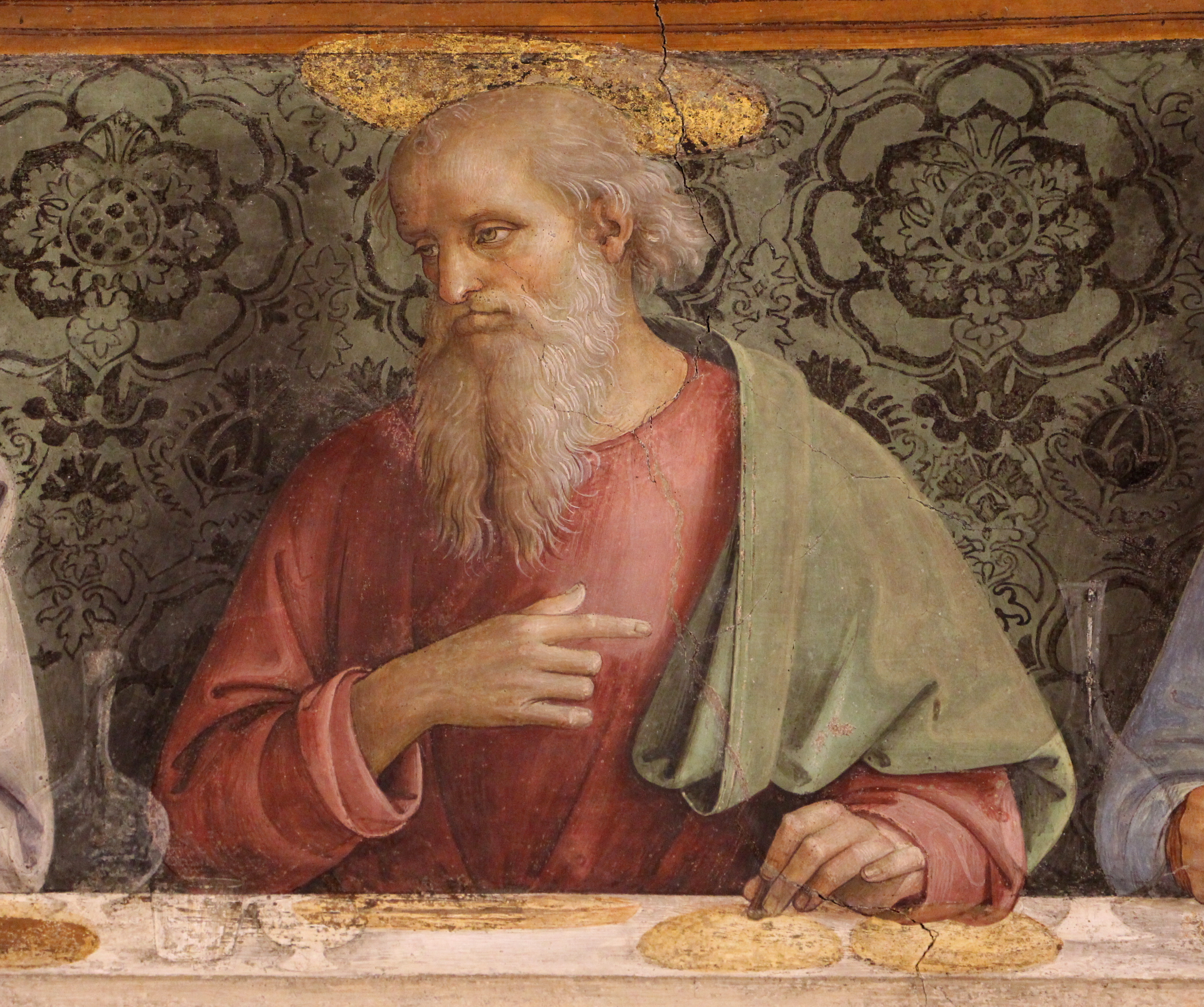
Détail de la fresque de La Cène du Pérugin, 1493-96.

La paroi de cavernes est le support de peinture le plus ancien dont on ait connaissance. L'art pariétal préhistorique, à l'abri dans les grottes comme celle de Lascaux, a survécu. Le rocher y est peint directement ; les pigments qui ont résisté au temps sont aussi des minéraux comme les ocres.
La peinture murale se retrouve à toutes les époques un peu partout, sur les murs d'habitations ou de monuments.
À la Renaissance, la couche d'apprêt est peinte alors qu'elle est encore humide avec des couleurs à l'eau, à fresque, souvent après plusieurs couches d'enduit et d'apprêt. Ce support peut, bien qu'avec difficulté, se séparer du mur sur lequel il a été appliqué.
On peint ensuite à l'huile sur stuc ou plâtre (Paillot, p. 100, 106). La scagliola, une technique de stuc au plâtre coloré coulé dans des incisions de la paroi, permet la réalisation de motifs complexes.
La préparation des murs pour la peinture à l'huile exige un apprêt sec, en raison de l'antipathie réciproque de l'eau et de l'huile, et pas trop poreux, afin d'éviter les embus. La peinture de plafonds a des contraintes particulières, du fait de la position suspendue du support (Paillot, p. 114). Au XVIIIe siècle, les peintres avaient coutume d'imprégner le plâtre mêlé de colle du mur ou du plafond d'huile bouillante, et de polir le support afin qu'il soit lisse comme du marbre.
La peinture de décor se borne à imiter des matières « nobles » sur le mur, faux bois, faux marbre, et autres.
La forme la plus récente d'art mural se retrouve dans les peintures réalisées souvent au spray (aérosol), d'autres fois à la brosse avec les peintures pour bâtiment communes qui constituent ce qu'on appelle aussi l'art urbain, parfois assimilé aux graffitis. Cet art à vocation éphémère utilise le mur tel qu'il se trouve.

### Pierre
L'ardoise, le marbre et d'autres pierres servent de support.

### Verre
Si la réalisation d'un vitrail consiste essentiellement à assembler des pièces de verre coloré, la peinture complète et précise souvent le dessin, en particulier du visage et des mains.
La peinture sur verre inversé s'exécute sur le dos du verre, en inversant le modèle. Le verre offre une bonne protection à la peinture mais la peinture demande une grande maîtrise technique car la couche peinte en premier sera la première visible.

### Arts du feu
La céramique, qu'il s'agisse de faïence ou de porcelaine, est souvent décorée, et parfois de peintures.
Cette technique tout à fait particulière fait partie des arts du feu, dont le résultat final n'apparaît qu'après cuisson des pigments et matières. Elle a pris son expansion au milieu du XVIIe siècle, notamment avec le développement des grandes manufactures européennes, telles que Sèvres ou Chantilly, qui petit à petit développèrent des techniques propres passant de la classique décoration pour services de table à la création de véritables tableaux sur plaques de porcelaine.
Les émaux, exigeant aussi des pigments et des supports capables de supporter les hautes températures de la cuisson, ont suivi la même évolution. Ils sont déposés sur un support en métal ou en porcelaine (Béguin 1990, p. 243sq).

### Métal
Le cuivre est un bon support pour la peinture à l'huile avec un grainage à l'abrasif pour bien accrocher la peinture (Béguin 1990, p. 213) et un apprêt avant l'application. Il présente l'inconvénient de s'oxyder en produisant une teinte vert-de-gris qui peut diffuser dans les couches picturales (VTT, p. 455). Le zinc[réf. souhaitée] et l'aluminium (VTT, p. 459) sont également de bons supports.
L'aluchromie est une technique particulière de peinture sur aluminium anodisé. La peinture utilise des colorants organiques dilués dans un solvant organique ; il n'y a pas de blanc, le fond sert pour les lumières, comme en aquarelle. Lorsque la peinture est terminée, on procède au colmatage, pour fixer l'ouvrage (Béguin 1990, p. 42).
On trouve des œuvres de très petit format peintes à l'huile sur plomb (VTT, p. 452). On a peint aussi sur or, sur argent, sur étain, et sur divers alliages, soit à l'huile, soit avec des émaux.

## Bois

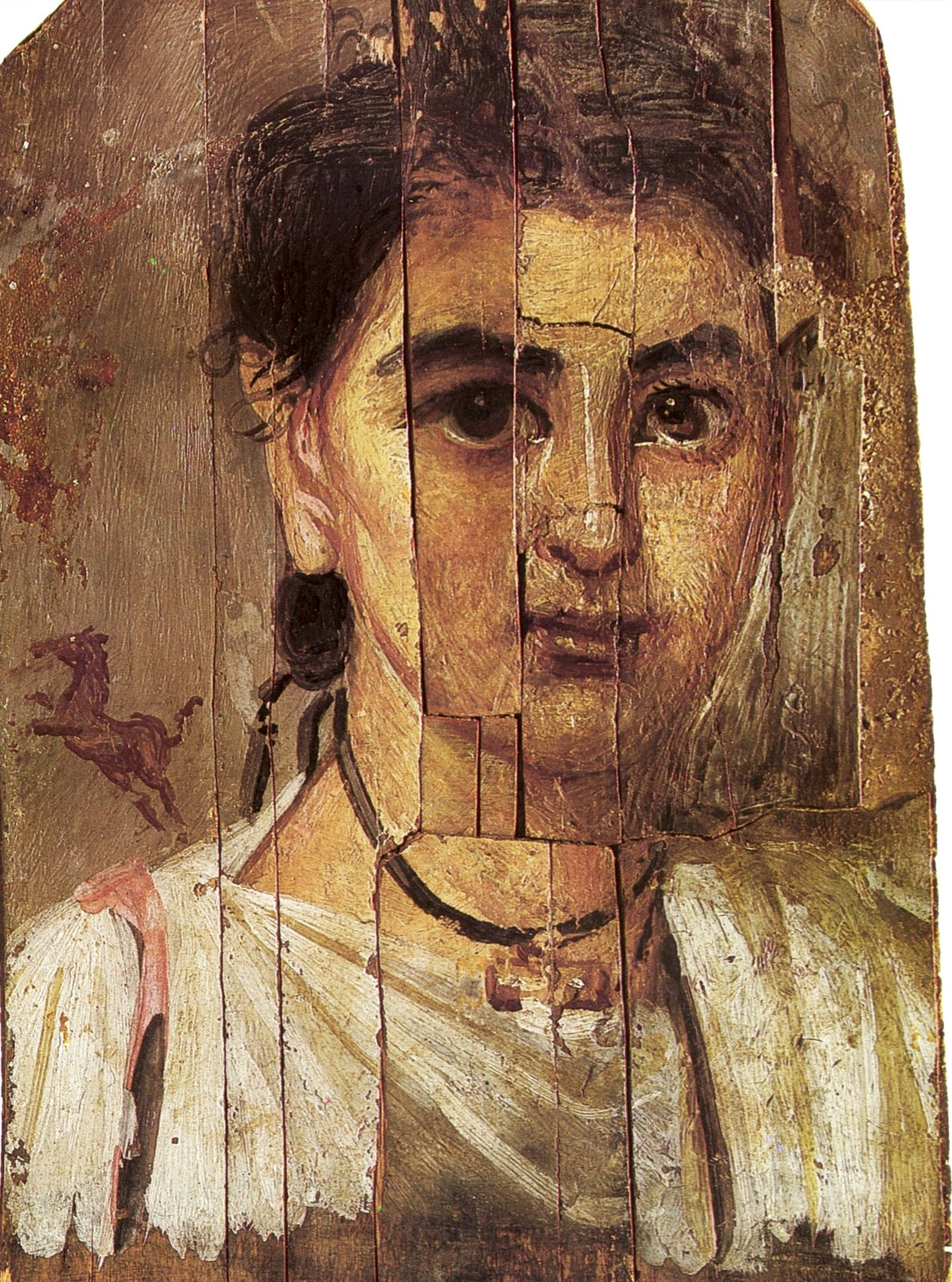
Peinture égyptienne du IIe siècle sur bois : portrait du Fayoum (musée national de Varsovie).

La peinture sur table de bois remonte à l'Antiquité. Pline l'Ancien en témoigne pour la Grèce antique, mais les œuvres n'ont pas subsisté. On a retrouvé à Fayoum en Égypte des portraits funéraires sur bois datant de l'époque ptolémaïque.
On connaît ensuite de la peinture sur panneau de bois au Moyen Âge. C'est le support de prédilection des peintres du Nord. Le plus célèbre des tableaux de la Renaissance, la Joconde de Léonard de Vinci, est peint à l’huile sur panneau de peuplier. La stabilité du bois dépend de la façon dont le panneau est découpé dans le fût (Musée Fabre 2006). La protection contre les insectes se faisait ordinairement en l'enduisant d'une peinture toxique. À partir de la Renaissance le support de toile tendu sur châssis, plus léger et moins sensible aux variations hygrométriques (Paillot, p. 125), supplante peu à peu le panneau de bois. De nombreux peintres ont marouflé des toiles, ou du papier comme Rubens, sur des panneaux de bois dont la rigidité protège les peintures (Langlais, p. 119). Pour obtenir une surface lisse propice aux glacis, une couche épaisse semblable au stuc peut recouvrir la toile marouflée Paillot, p. 131.
Il faut attendre le XXe siècle et l’apparition des bois contrecollés ou reconstitués modernes, moins sujets aux déformations et moins chers, pour que les artistes s’y intéressent de nouveau[réf. souhaitée].
Le support bois « médium », de type aggloméré très fin et très doux, offre une alternative intéressante car facile à se procurer en grande surface spécialisée. Il suffit de poser un apprêt suivi d'un ponçage simple avant de pouvoir l'utiliser avec des peintures acryliques ou autres[réf. souhaitée].

## Toile

### Toile sur châssis

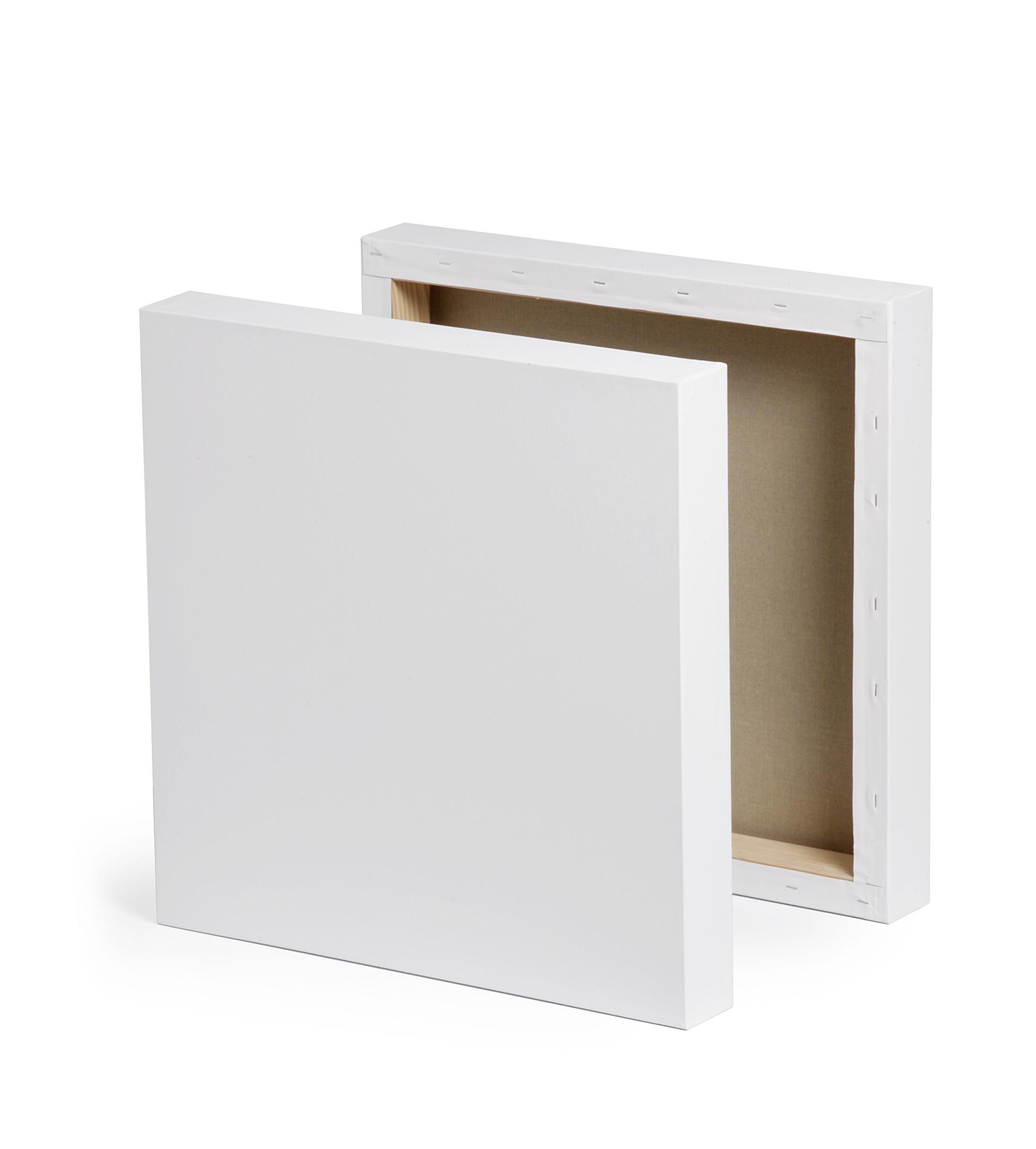
Châssis et toile modernes, recto-verso.

La peinture sur toile applique la pâte colorée sur un tissu armé en toile spécialement préparé et tendu sur un châssis, bords parallèles aux fils. C'est sans doute le support de peinture le plus répandu.
En Europe, la toile est généralement de lin qui peut présenter une grande finesse. Les ouvrages de grande dimension exigent une toile plus résistante. Le support est souvent composite, une couche de toile fine marouflée sur une couche plus solide, qui peut être de jute. Moins onéreux mais de qualités inférieures, le coton — notamment calicot —, autrefois le chanvre, aujourd'hui aussi les fibres artificielles (polyester) font des toiles courantes. Les qualités d'une toile sont la force, c'est-à-dire sa résistance à la traction, et le grain, qui est son relief. Le gros grain favorise l'accrochage de la peinture et limite les craquelures. Le grain fin favorise un aspect lisse, mais on conseille de maroufler les toiles fines sur un support plus solide et moins souple pour mieux garantir l'intégrité du système de peintures (Béguin 1990, p. 725).
Afin de recevoir la peinture, la toile doit être préparée. Dans le commerce, on trouve les châssis entoilés à préparation universelle, pour l'huile ou l'acrylique, et plus rarement, à enduction grasse, pour l'huile exclusivement. La préparation est constituée d'une couche de colle de peau et d'un apprêt ou enduit (universel ou gras).
Il est également possible d'acheter la toile en rouleau, enduite ou brute, et de la tendre soi-même sur un châssis, voire de la fixer temporairement, à l'aide d'agrafes ou clous, sur un support dense (bois ou mur) afin de travailler sur une surface plus dure, puis de la monter sur le châssis ou de la maroufler sur un support dur à la fin de l'exécution de la peinture.
L'œuvre peut être conservée tendue sur un châssis ou démontée du châssis et enroulée afin de faciliter le stockage (pour les grands formats en particulier). L'élasticité des couches de peinture et leur accrochage sur le support n'étant pas parfaites, l'enroulage peut causer des dégâts (Langlais).
Le châssis est composé d'un cadre de lattes de bois, simple ou renforcé selon le format. Les lattes sont légèrement biaises du côté de la toile, de manière que celle-ci ne soit en contact avec le bois que par les bords. Les lattes constituant le châssis de qualité sont emboîtées par tenons et mortaises tandis que la toile est clouée sur le pourtour, voire, de plus en plus souvent, agrafée, ceci à l'aide d'une « pince à tendre ». Sur les châssis bon marché, la toile est simplement collée, d'où des châssis moins résistants. Des coins de bois ou « clés » sont introduits dans les angles des assemblages, de manière à écarter les lattes et à régler la tension de la toile.
La toile préparée peut recevoir une couche de fond colorée, dite d'impression ou imprimeure ou imprimature, selon la technique choisie par le peintre (huile, acrylique). Aujourd'hui on peut appliquer directement un gesso coloré, apprêt tout préparé.
Il existe dans le commerce des cartons ou des panneaux toilés dans des formats petits et moyens. Il s'agit de cartons ou planches de bois recouvertes d'un morceau de toile. Il existe aussi des papiers imitant le grain de la toile.

### Toile libre
La peinture sur toile libre concerne, par exemple, les rideaux de scène. Des tissus robustes comme la toile de jute sont utilisés car leur apparence importe relativement peu puisque le public ne les voit pas de près (Béguin 1990, p. 725).
Des traces écrites de toiles peintes, destinées à un public peu fortuné, ont été retrouvées au long des siècles, depuis le Moyen Âge en Europe.

### Soie
La soie est utilisée dans certaines techniques traditionnelles d'Extrême-Orient avec des encres ou peintures à la colle. Dans les techniques traditionnelles d'Extrême-Orient, l'œuvre est conservée enroulée.

### Tissus divers
En Occident, on appelle « toile peinte » les peinture sur toile de grand format, comme les rideaux de scène, décors de théâtre, décorations temporaires.
On peut voir des "tentures et des sièges de velours peint à l'huile suivant un procédé inventé par Antoine Vauchelet" (1762-1819, père de Théophile Vauchelet) fabriquées dans la "Manufacture de velours et autres étoffes peintes" (52, rue des Saint-Pères).
N'importe quel tissu peut être peint avec de la peinture spéciale tissu. Par exemple, de la peinture acrylique mélangée à du médium pour tissu à proportion de 2/1 peut être utilisée, et afin que la peinture tienne au lavage en machine, le tissu doit être repassé préalablement.

## Parchemin, papyrus, papier, carton, isorel
Le parchemin, fabriqué à partir de peau d'animal — veau pour le vélin, chevreau, mouton, agneau — a longtemps été utilisé, notamment tout au long du Moyen Âge en France. Plus durable que le papier, son usage a survécu à l'importation de Chine de la technique de ce support. Le parchemin était d'abord utilisé sous forme de rouleaux, puis sous forme de codex (feuillets pliés).
Ces formes de support — parchemin, papier, papyrus, carton — ont permis une plus grande facilité dans le transport des médias dessinés, peints ou écrits.
En Afrique du Nord, le papyrus a rapidement remplacé le parchemin. En Chine, le papier est arrivé dans l'Antiquité. Il faudra attendre la fin du Moyen Âge pour que la technique du papier arrive en Europe, et puisse enfin permettre la diffusion plus facile et rapide d'écrits et de peinture.
Depuis le XIXe siècle, le papier est devenu un support de peinture très utilisé, que ce soit via des cahiers, des carnets de croquis ou des rouleaux. On peut peindre sur du papier à dessin, du papier aquarelle ou des papiers multi-supports. Plus spécifiquement pour l'huile et l'acrylique ont été mis au point des « papiers à peindre » munis d'un encollage particulier et à texture toilée ou grainée.
Le carton est un support peu coûteux, qui a servi pour les projets de peinture, notamment à la Renaissance de fresques.
L'isorel, plus résistant que le carton, sert directement, ou marouflé de toile, pour la peinture depuis son invention au milieu du XXe siècle (Langlais).

## Ivoire
L'ivoire a principalement servi pour la miniature.
Dans d'autres cas, l'ivoire incrusté dans un autre support sert de subjectile pour les parties claires du sujet, en particulier les chairs (VTT).